# Odontopodisma rubripes
Odontopodisma rubripes је инсект из реда Orthoptera. 

## Угроженост
Ова врста се сматра рањивом у погледу угрожености врсте од изумирања.

## Распрострањење
Мађарска је једино познато природно станиште врсте.

## Станиште
Врста Odontopodisma rubripes има станиште на копну.